# همه سر حریف
همه سر حریف فیلمی به کارگردانی محمدرضا فاضلی و نویسندگی احمد شاملو محصول سال ۱۳۴۴ است.

## خلاصه داستان
یک گروه تبهکار قصد دارند دختری را به قتل برسانند، اما جوانی دختر را نجات می‌دهد. دختر فرزند مرد متمولی است و پدر پس از مرگ همسرش با زن بیوه‌ای ازدواج کرده‌است. نامادری دختر، که زن جوانی است نقشهٔ قتل دختر را کشیده است تا خود وارث ثروت همسرش باشد. با حضور جوان در زندگی دختر اجرای نقشهٔ نامادری ناممکن می‌شود، تا این که پدر خانواده طی حادثه‌ای کشته می‌شود و زن با صحنه‌سازی وانمود می‌کند که مرد جوان مرتکب قتل شده‌است. پلیس، با توجه به شواهد، جوان و دوستش را تحت تعقیب قرار می‌دهد. دختر تصمیم می‌گیرد به مرد جوان کمک کند. سرانجام معلوم می‌شود قاتل برادر مقتول است که همه تصور می‌کرده‌اند او فوت کرده‌است. با کشف ماجرا بی گناهی جوان ثابت می‌شود و او با دختر زندگی مشترکی را آغاز می‌کند.

## بازیگران
- سهیلا
- محمدرضا فاضلی
- جواد تقدسی
- افسانه
- اکبر جنتی شیرازی
- حمیده خیرآبادی
- علی آزاد
- هوشنگ بهشتی
- غیاث
- اکبر هاشمی
- اکبر خواجویی
- حسن شاهین
- سیمین علی زاده
- فاخره
- علی معماری